# Microtus townsendii
Microtus townsendii är en däggdjursart som först beskrevs av John Bachman 1839.  Microtus townsendii ingår i släktet åkersorkar och familjen hamsterartade gnagare. IUCN kategoriserar arten globalt som livskraftig. Inga underarter finns listade i Catalogue of Life.

## Utseende
Individerna blir med svans 155 till 235 mm långa och svanslängden är 42 till 75 mm. Arten har 19 till 29 mm långa bakfötter och 10 till 18 mm långa öron. Vikten är vanligen 40 till 103 g. På ovansidan förekommer brunaktig päls och undersidans päls bildas av hår som är grå nära roten samt grå, ljusbrun eller vit vid spetsen. Ofta finns en långsträckt vit fläck på strupen. Extremiteternas päls har en mörkbrun till brun färg. Håren är allmänt ganska korta. Båda kön har en körtel på höften men hos hannar är den större, särskilt under parningstiden. På grund av körtelvätskan ser håren kring körteln ofta mörka ut. Tandformeln är I 1/1 C 0/0 P 0/0 M 3/3, alltså 16 tänder.
Jämförd med andra åkersorkar som lever i samma region (Microtus oregoni, Microtus longicaudus) är Microtus townsendii störst.

## Utbredning och habitat
Denna gnagare förekommer i västra Nordamerika vid Stilla havet från British Columbia i Kanada till Kalifornien i USA. Den lever i låglandet och i bergstrakter upp till 1830 meter över havet. Arten vistas i fuktiga öppna landskap som marskland, betesmarker, vattendragens strandlinjer eller bergsängar.

## Ekologi
Denna sork kan vara dag- och nattaktiv. Den håller ingen vinterdvala. I Vancouveröns bergstrakter skapar arten under vintern bon i snötäcket. En individ i delstaten Washington hade samlad ett förråd av rötter på 13 liter. Båda kön etablerar ett revir och särskild hannar försvarar territoriet genom aggressiv beteende. Hannarna strider mot varandra genom att boxas, brottas eller bitas. Efter vintern när populationen är minst delar bara en hanne och en hona samma revir och de bildar monogama par. Senare under året kan flera unga honor som just blev könsmogna dela reviret med en hanne. I sällsynta fall kan olika honor amma varandras ungar.
Microtus townsendii gräver underjordiska bon och några ingångar kan ligga under vattenytan. Den kan även bygga ett näste på markytan. Arten äter olika gröna växtdelar som gräs och örter samt jordstam. Honor har troligen flera kullar under årets varma månader. Dräktigheten varar 21 till 24 dagar och sedan föds 4 till 7 ungar per kull. Ungar som föddes i fångenskap diade sin mor 15 till 17 dagar. De blev efter 35 till 80 dagar könsmogna.
I naturen kan honor fortplanta sig när de väger minst 18 g. Hannar behöver en vikt av minst 30 g för att para sig. Vanligen söker hannar och honor ett eget revir när de blir könsmogna. Vissa honor får dela territoriet med modern.
Arten har flera olika naturliga fiender som rovlevande fåglar, prärievarg, tvättbjörn, rödlo, skunkar, tamkatt och ormar. De flesta exemplar lever därför inte längre än några månader.